# ستانلي جوزيف
ستانلي جوزيف (بالفرنسية: Stanley Joseph)‏ هو القافز بالزانة فرنسي، ولد في 24 أكتوبر 1991 في أورليان في فرنسا.

## وصلات خارجية
- ستانلي جوزيف على موقع الاتحاد الدولي لألعاب القوى (الإنجليزية)
- ستانلي جوزيف على موقع الدوري الماسي (الإنجليزية)
- ستانلي جوزيف على موقع أوليمبيديا (الإنجليزية)
- ستانلي جوزيف على موقع اللجنة الأولمبية الفرنسية (مؤرشف) (الفرنسية)